# Ruth Benerito
Ruth Benerito (ur. 12 stycznia 1916 w Nowym Orleanie, zm. 5 października 2013 w Metairie) – amerykańska chemiczka, autorka ponad 50 patentów.
Urodziła się jako córka Johna Edwarda Rogana i jego żony Bernadette z domu Elizardi. Po ukończeniu New Orleans Public Schools w wieku 14 lat musiała odczekać rok, aby wstąpić do Sophie Newcomb College, college'u dla kobiet na Tulane University. Tam zdobyła bakalarat (B.S.) z chemii w 1935.
W czasie wielkiego kryzysu trudno było o pracę, zwłaszcza dla kobiet, Ruth Rogan pracowała jako bezpłatny technik laboratoryjny, pracownik socjalny, a w końcu została nauczycielką w Jefferson Parish Public Schools. W tym czasie kontynuowała studia (pod kierunkiem Rose Mooney) i w 1938 uzyskała stopień magisterski (Master of Science). W latach 1940–1943 uczyła w Randolph Macon Woman’s College, a od 1943 wróciła do Sophie Newcomb College, jako wykładowczyni chemii fizycznej. W czasie wakacji i urlopów studiowała na Sophie University of Chicago, gdzie uzyskała stopień doktora (Ph.D.) w 1948. W Sophie Newcombe College pracowała do 1953, osiągając stanowisko assistant professor. W 1953 przeniosła się do Southern Regional Research Center, laboratorium amerykańskiego Departamentu Rolnictwa, gdzie początkowo pracowała nad odżywczymi wlewami dożylnymi (Intravenous Fat Program). W 1955 objęła stanowisko kierownika tego programu. Od 1958 kierowała Colloid Cotton Chemical Laboratory, a w 1959 została kierownikiem badań w Physical Chemistry Research Group of the Cotton Reaction Laboratory. Pracowała tam nad chemiczną obróbką bawełny w celu uzyskania lepszych tkanin. Dzięki jej pracom uzyskano tkaniny odporne na gniecenie, poplamienie czy płomienie.
Od 1960 pracowała jako adjunct professor w Tulane University, a od 1981 jako wykładowca w University of New Orleans. W 1986 przeszła na emeryturę.

## Nagrody
Praca Ruth Benerito wielokrotnie była nagradzana. Otrzymała Medal Garvana-Olina (1970), ACS Southern Chemist Award (1968) i ACS Southwest Chemist Award (1971), dwukrotnie USDA Distinguished Service Award (1964, 1970). W 1968 dostała Federal Woman’s Award, nagrodę za wybitną służbę dla kobiet we wszystkich działach służby federalnej. W 2002 nagrodzona została Lemelson-MIT Lifetime Achievement Award. Honorowe członkostwo przyznały jej stowarzyszenia Delta Kappa Gamma oraz Iota Sigma Pi. Ladies' Home Journal umieścił ją na liście 75 najważniejszych kobiet w USA. W 1981 Tulane University przyznał jej doktorat honoris causa.

## Życie prywatne
Ruth Benerito pochodziła z postępowej rodziny. Ojciec był inżynierem pracującym jako urzędnik kolejowy, a matka artystką zaangażowaną w działania społeczne. Swego ojca Ruth określała jako „pioniera ruchu wyzwolenia kobiet”, który szanował kobiety i doceniał ich możliwości. Matka Rogan dawała dzieciom dużą swobodę. Ruth była trzecią z sześciorga dzieci Roganów. W 1950 Ruth Rogan poślubiła Franka H. Benerito, pracownika branży motoryzacyjnej. Owdowiała w 1970.